# Lochmaeocles leuripennis
Lochmaeocles leuripennis là một loài bọ cánh cứng trong họ Cerambycidae.